# Tianyuan (Go)
El Tianyuan (en chino tradicional, 天元; en chino simplificado, 天元; pinyin, Tiānyuán) es una competición de Go en China organizada por la Asociación China de Weiqi . La palabra tiānyuán significa literalmente el centro u origen del cielo, y es el punto central en un tablero de Go; el nombre es similar al Tengen japonés y al Chunwon coreano. La competición se estableció en 1987 y se celebra anualmente.
Anteriormente, el ganador pasaba a enfrentarse al vencedor del Tengen de Japón en el Tengen China-Japón, desde 1988 hasta 2002, y al ganador del Chunwon de Corea en el Tengen China-Corea, desde 1997 hasta 2015. Ambas competiciones han sido descontinuadas.

## Esquema
La competición de Tianyuan está organizada por la Asociación china de Weiqi, Xinmin Evening News y el gobierno de Tongli, Jiangsu. Consiste en un torneo preliminar en el que 32 jugadores compiten entre sí para determinar el retador del ganador del año anterior. La preliminar tiene formato de eliminación simple y el partido por el título se decide al mejor de tres. A partir de 2025, el ganador recibirá 400.000 RMB en premios y el subcampeón recibirá 200.000. 

## Emisión y asistencia
El torneo Tianyuan no se emite tradicionalmente por televisión generalista como ocurre con otros deportes masivos, pero sí se transmite por medios especializados y plataformas en línea, especialmente para la comunidad de Go.
La asistencia en persona está muy limitada a organizadores, patrocinadores, prensa especializada y algunos invitados. No es como un estadio deportivo:
- Las rondas preliminares se juegan en salas cerradas (como en la sede de la Asociación China de Weiqi en Pekín).
- La final suele celebrarse en una ciudad sede especial (por ejemplo, Tongli) con una pequeña audiencia en salones tradicionales.

- Se prioriza una atmósfera silenciosa y ceremonial, parecida a un campeonato de ajedrez.
- El público presencial normalmente ve la partida en una pantalla gigante, mientras los jugadores están en otra sala.
- A veces hay comentarios en vivo en paralelo, tipo masterclass, para explicar las jugadas a los espectadores.

## Ganadores y subcampeones anteriores
| Edición | Año  | Ganador       | Marcador | Subcampeón    |
| ------- | ---- | ------------- | -------- | ------------- |
| 1.º     | 1987 | Ma Xiaochun   | 2–1      | Nie Weiping   |
| 2.º     | 1988 | Liu Xiaoguang | 3–2      | Ma Xiaochun   |
| 3.º     | 1989 | Liu Xiaoguang | 3–2      | Jiang Zhujiu  |
| 4.º     | 1990 | Liu Xiaoguang | 3–2      | Qian Yuping   |
| 5.º     | 1991 | Nie Weiping   | 3–0      | Liu Xiaoguang |
| 6.º     | 1992 | Nie Weiping   | 3–1      | Ma Xiaochun   |
| 7.º     | 1993 | Liu Xiaoguang | 3–1      | Nie Weiping   |
| 8.º     | 1994 | Ma Xiaochun   | 3–0      | Liu Xiaoguang |
| 9.º     | 1995 | Ma Xiaochun   | 3–1      | Nie Weiping   |
| 10.º    | 1996 | Ma Xiaochun   | 3–1      | Liu Xiaoguang |
| 11.º    | 1997 | Chang Hao     | 3–1      | Ma Xiaochun   |
| 12.º    | 1998 | Chang Hao     | 3–2      | Wang Lei      |
| 13.º    | 1999 | Chang Hao     | 3–1      | Liu Xiaoguang |
| 14.º    | 2000 | Chang Hao     | 3–1      | Dong Yan      |
| 15.º    | 2001 | Chang Hao     | 3–0      | Ding Wei      |
| 16.º    | 2002 | Huang Yizhong | 2-0      | Chang Hao     |
| 17.º    | 2003 | Gu Li         | 2–1      | Huang Yizhong |
| 18.º    | 2004 | Gu Li         | 2–0      | Xie He        |
| 19.º    | 2005 | Gu Li         | 2–1      | Zhou Heyang   |
| 20.º    | 2006 | Gu Li         | 2–1      | Zhou Ruiyang  |
| 21.º    | 2007 | Gu Li         | 2–1      | Liu Shizhen   |
| 22.º    | 2008 | Gu Li         | 2–1      | Zhou Heyang   |
| 23.º    | 2009 | Chen Yaoye    | 2–0      | Gu Li         |
| 24.º    | 2010 | Chen Yaoye    | 2–1      | Gu Li         |
| 25.º    | 2011 | Chen Yaoye    | 2–0      | Zhou Hexi     |
| 26.º    | 2012 | Chen Yaoye    | 2–0      | Zhou Hexi     |
| 27.º    | 2013 | Chen Yaoye    | 2–0      | Gu Lingyi     |
| 28.º    | 2014 | Chen Yaoye    | 2–1      | Ke Jie        |
| 29.º    | 2015 | Chen Yaoye    | 2–0      | Mi Yuting     |
| 30.º    | 2016 | Chen Yaoye    | 2–0      | Tang Weixing  |
| 31.º    | 2017 | Lian Xiao     | 2–0      | Chen Yaoye    |
| 32.º    | 2018 | Lian Xiao     | 2–1      | Xie Ke        |
| 33.º    | 2019 | Lian Xiao     | 2–1      | Fan Yunruo    |
| 34.º    | 2020 | Yang Dingxin  | 2–1      | Lian Xiao     |
| 35.º    | 2021 | Gu Zihao      | 2–1      | Yang Dingxin  |
| 36.º    | 2022 | Mi Yuting     | 2–1      | Gu Zihao      |
| 37.º    | 2023 | Mi Yuting     | 2–0      | Dang Yifei    |
| 38.º    | 2024 | Lian Xiao     | 2–1      | Mi Yuting     |
| 39.º    | 2025 | Wang Xinghao  | 2–0      | Lian Xiao     |

1. 1 2  «王星昊再胜连笑 夺得中国围棋天元赛冠军», xinhuanet.com, 29 de abril de 2025.
2. ↑  «天元赛决胜局连笑告负 杨鼎新成第9位"天元"», sina.com.cn, 3 de diciembre de 2020.
3. ↑  «天元赛辜梓豪2-1胜杨鼎新夺冠 同里再出新天元», sina.com.cn, 17 de abril de 2021.
4. ↑  «天元赛决赛决胜局战罢 芈昱廷屠龙获胜加冕新天元», sina.com.cn, 23 de septiembre de 2022.
5. ↑  «天元赛同里收枰 芈昱廷2-0胜党毅飞卫冕天元», sina.com.cn, 16 de abril de 2023.
6. ↑  «芈昱廷战胜党毅飞，中国围棋时隔三年再次见证"天元连庄"», The Paper.
7. ↑  «同里杯天元赛古镇同里收枰 连笑再夺"天元"», sina.com.cn, 17 de abril de 2024.